# Casa de les Punxes
La Casa de les Punxes ou Casa Terradas (en français : maison des pointes et maison Terradas) est un bâtiment conçu par l'architecte moderniste catalan Josep Puig i Cadafalch. Il est construit à l'intersection des rues du Roussillon, Bruc et de l'avenue Diagonal de Eixample à Barcelone. Il est classé monument historique le 9 janvier 1976.

## Présentation
La  maison fut construite en 1905 sur commande des sœurs  Terrades qui voulaient fusionner trois immeubles de leur propriété. Puig i Cadafalch projeta un bâtiment d'aspect médiéval, avec des éléments qui rappellent le gothique européen. Une des caractéristiques de ce bâtiment sont ses six tours, couronnées par des pointes singulières et coniques qui valent au bâtiment son surnom de « casa de les punxes » (maison des pointes).
La façade fut construite en brique où l'on peut voir des éléments décoratifs ; l'un d'eux qui représente Saint Georges, est suivi de la légende « Sant Patró de Catalunya, torneu-nos la lliberta » (Saint patron de Catalogne, rend-nous la liberté). La décoration de pierre, ornée de dessins floraux sur les tribunes et balcons, est pleinement moderniste. La toiture est à double versant.
En 1975 le bâtiment fut déclaré Monument Historique National. En 1980 il fut complètement restauré. Le bâtiment se visite depuis l'été 2016. 

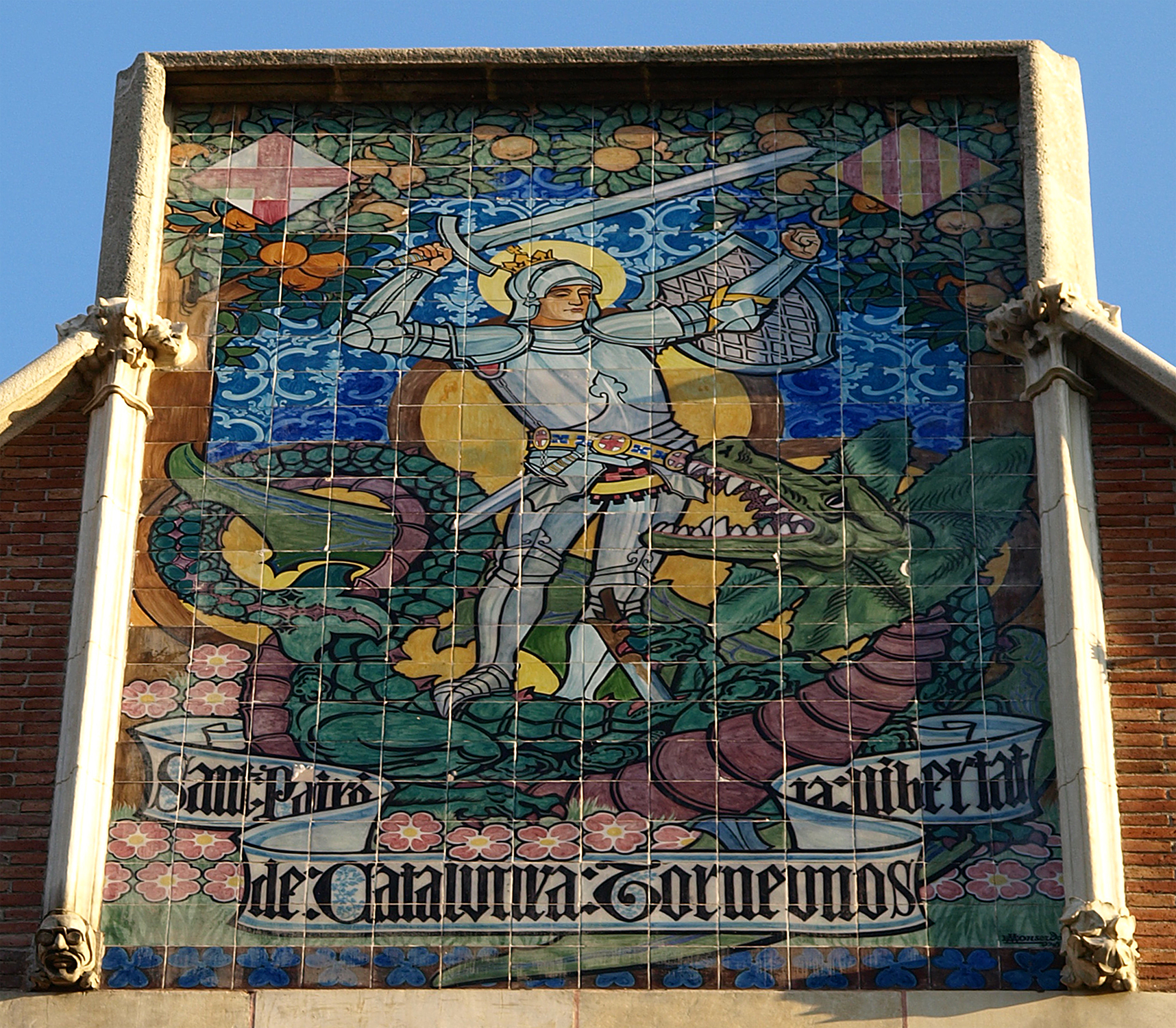
Plafond de Saint Georges

## Protection
Le bâtiment fait l’objet d’un classement en Espagne au titre de bien d'intérêt culturel depuis le 9 janvier 1976.